# Adrar (Algèria)
Adrar (amazic: ⴰⴷⵔⴰⵔ; àrab: أدرار, Adrār) és un oasi i una ciutat d'Algèria, capital de la província d'Adrar. Es troba a 650 km al sud-est de Béchar (antiga Colomb-Bechar). És capital, tanmateix, de la regió encara anomenada Touat (nom de la divisió administrativa sota l'administració francesa) i principal ksar (kasr) de la tribu dels timmi. La comuna (molt gran) té 633 km² i la població estimada el 2007 era de 50.000 habitants.
La ciutat moderna fou fundada pels francesos el 30 de juliol del 1900. Es va desenvolupar com a centre administratiu i comercial. El 1951 tenia 1.785 habitants. Disposa d'un aeroport (aeroport de Touat-Cheikh Sidi Mohamed Belkebir, també anomenat aeroport d'Adrar) a 10 km del centre.